# Hotel Plaza Odense
Clarion Collection Hotel Plaza Odense er et hotel beliggende på Østre Stationsvej overfor Kongens Have i Odense.
Hotellet er tegnet af arkitekt L. Egefeldt og blev opført som Odense Nye Missionshotel i 1915-1916 på en grund, der oprindeligt hørte til de kongelige køkkenhaver ved Odense Slot. Det er opbygget som en hovedbygning med to sidefløje samt et tårn. Da det stod færdigt, var hotellet et af de største udenfor København. Der blev allerede i 1925 bygget yderligere en fløj til hotellet, hvilket bragte antallet af værelser op på 105.
Værelserne er indrettet i gammel engelsk stil. Hotellet har en restaurant, Restaurant Rosenhaven. 
Siden 2001 har hotellet været en del af Choice Hotels Scandinavia og har siden været et Clarion Collection-hotel. Det ejes af Dorte og Jan Milling.